# پیا میراندا
پیا میراندا (به انگلیسی: Pia Miranda) (زاده ۱۹۷۳) بازیگر استرالیایی است.
از کارهای معروف او می‌توان به بازی در فیلم قلاب مناقصه اشاره کرد.